# Katrine Veje
Katrine Veje, född den 19 juni 1991 i Fredericia, är en dansk fotbollsspelare (mittfältare/försvarare) som spelar för damallsvenska FC Rosengård och det danska landslaget. Hon har tidigare spelat för bland annat Montpellier och Arsenal.